# 와타나베 고타
와타나베 고타(일본어: 渡辺 皓太, 1998년 10월 18일 ~ )는 일본의 축구 선수이다. 현재 J1리그의 요코하마 F. 마리노스에서 뛰고 있다.

## 구단 경력
그는 2016년부터 J리그의 도쿄 베르디, 요코하마 F. 마리노스에서 뛰었다.

## 국가대표팀 경력
그는 2018년 아시안 게임에 참가할 일본 U-23 국가대표팀에 발탁되었으며, 은메달 획득에 기여했다.
2019년 코파 아메리카에 참가할 일본 국가대표팀에 선발되었으나 경기에 출전하지는 못하였다.